# Хорнитос (Калифорнија)
Хорнитос (енгл. Hornitos) насељено је место без административног статуса у америчкој савезној држави Калифорнија.

## Демографија
По попису из 2010. године број становника је 75.
| Група             | 2000.    | 2010.      |
| Белци             | 0 (0,0%) | 62 (82,7%) |
| Афроамериканци    | 0 (0,0%) | 0 (0,0%)   |
| Азијати           | 0 (0,0%) | 1 (1,3%)   |
| Хиспаноамериканци | 0 (0,0%) | 5 (6,7%)   |
| Укупно            | 0        | 75         |